# Mioxena
Mioxena és un gènere d'aranyes araneomorfes de la subfamília Erigoninae, dins de la família Linyphiidae. Es poden trobar a la zona paleàrtica i afrotropical.
Fou descrit per primera vegada per Eugène Louis Simon l'any 1926.

## Llista d'espècies
Segons The World Spider Catalog 12.0:
- Mioxena blanda (Simon, 1884) (Espècie tipus) – Europa
- Mioxena celisi Holm, 1968 – Congo, Kenya
- Mioxena longispinosa Miller, 1970 – Angola